# Nova Esperança (Manaus)
Nova Esperança é um bairro do município brasileiro de Manaus, capital do estado do Amazonas. Localiza-se na Zona Oeste da cidade. De acordo com estimativas da Secretaria de Desenvolvimento Econômico, Ciência, Tecnologia e Inovação do Amazonas (SEDECTI), sua população era de 20 919 habitantes em 2017.

## Localização
O Nova Esperança está localizado na Zona Oeste da cidade, numa área de 150 hectares. Seus limites são com o bairro de São Jorge, Santo Agostinho, Lírio do Vale, Planalto, Alvorada e Dom Pedro.
Integram o bairro: o Conjunto Coophasa, os loteamentos Rumo Certo e Manoel Nogueira, e também os condomínios situados no bairro.

## Transportes
Nova Esperança é servido pelas empresas de ônibus Viação São Pedro e Via Verde Transportes Coletivos 221 225